# Dipartimento di Boaco
Il dipartimento di Boaco è uno dei 15 dipartimenti del Nicaragua, il capoluogo è la città di Boaco.

## Comuni
1. Boaco
2. Camoapa
3. San José de los Remates
4. San Lorenzo
5. Santa Lucía
6. Teustepe